# Medalha John Adam Fleming
A Medalha John Adam Fleming é uma recompensa científica concedida pela União Geofísica Americana. É concedida anualmente, em reconhecimento a uma pesquisa original e liderança técnica em geomagnetismo, eletricidade atmosférica, aeronomia, física espacial, e em ciências relacionadas.
A medalha foi instituída em 1960, em homenagem ao engenheiro civil norte-americano John Adam Fleming, especialista em geomagnetismo, por importantes serviços prestados à entidade e por suas contribuições relevantes ao estabelecimento de medidas e padrões  magnéticos.

## Laureados[1]
- 1962 - Lloyd V. Berkner
- 1963 - James A. Van Allen
- 1964 - Edward O. Hulburt
- 1965 - Norman F. Ness
- 1966 - Scott E. Forbush
- 1967 - Ernest Henry Vestine
- 1968 - Eugene N. Parker
- 1969 - Allan Verne Cox
- 1970 - Joseph Kaplan
- 1971 - Walter M. Elsasser
- 1972 - William Ian Axford
- 1973 - Victor Vacquier
- 1975 - Carl E. McIlwain
- 1977 - Francis S. Johnson
- 1979 - Syun-Ichi Akasofu
- 1981 - Thomas M. Donahue
- 1983 - S. Keith Runcorn
- 1985 - William B. Hanson
- 1986 - George E. Backus
- 1987 - David R. Bates
- 1988 - Michael W. McElhinny
- 1989 - Donald A. Gurnett
- 1990 - Kenneth M. Creer
- 1991 - James W. Dungey
- 1992 - Stanislav I. Braginsky
- 1993 - Alexander J. Dessler
- 1994 - John A. Jacobs
- 1995 - Alexander Dalgarno
- 1996 - Neil Opdyke
- 1997 - Jean-Louis LeMouel
- 1998 - Donald M. Hunten
- 1999 - Paul H. Roberts
- 2000 - John T. Gosling
- 2001 - Martin A. Uman
- 2002 - Ronald T. Merrill
- 2003 - Christopher T. Russell
- 2004 - David Gubbins
- 2005 - Margaret Kivelson
- 2006 - Subir K. Banerjee
- 2007 - Janet G. Luhmann
- 2008 - Robert L. Parker
- 2009 - Bruce T. Tsurutani
- 2010 - James L. Burch
- 2011 - Alan Title
- 2012 - Mike Fuller
- 2013 - Spiro Antiochos
- 2014 - Gary Glatzmaier
- 2015 - Andrew F. Nagy
- 2016 - Robert Coe